# Probe (snus)

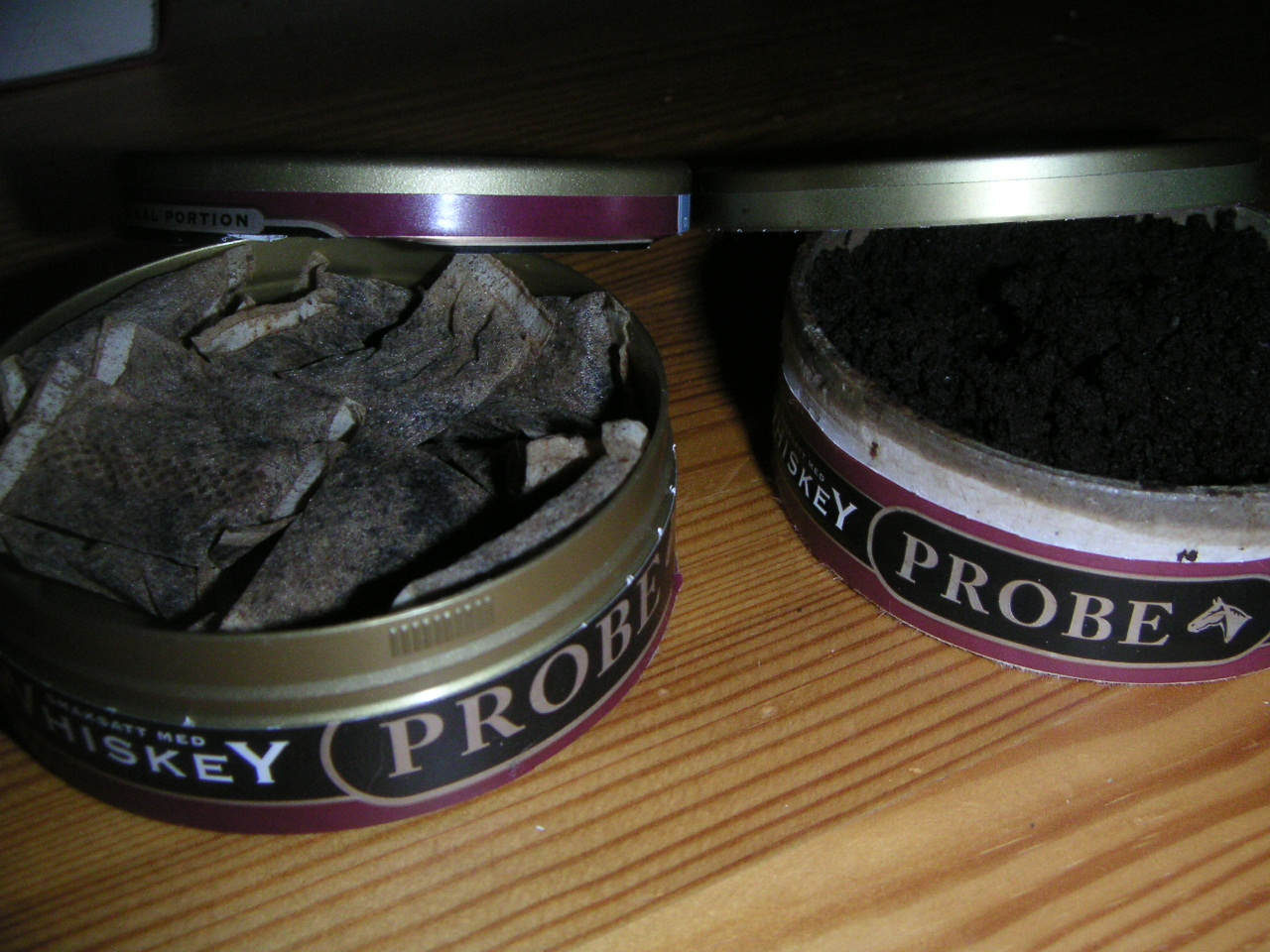
Portion och lössnus av märket Probe

Probe var en snussort tillverkad av Swedish Match med smak av whisky och en viss rökighet. Snusmärket lanserades 1994 som portionssnus och fanns sedan 2001 som lössnus. Portionssnuset innehöll 9 milligram nikotin per portion. Lössnuset innehöll 10 milligram per gram snus. Probe slutade tillverkas i april 2016.